# Pablo González Cuesta
Pablo González Cuesta (Pablo Gonz) est un écrivain et scénariste espagnol né à Séville en 1968 et résidant à Valdivia (Chili) depuis 2001.

## Biographie
Jusqu'à l’âge de trois ans, Pablo González Cuesta vit à São Paulo (Brésil) puis sa famille déménage à Barcelone pour finir par s’installer à Madrid en 1976. Il y passa la plupart de sa jeunesse, avec une interruption de près d'un an (1991-1992) à Munich (Allemagne). À cette époque, son approche définitive de la littérature s’accomplit, ses premières références littéraires étant Gabriel García Márquez, Eduardo Mendoza, Léon Tolstoï et Stefan Zweig. Il réside à Valdivia (Chili) depuis 2001.

## Œuvres
- 1996 : La pasión de Octubre (roman, ed. Alba, Barcelone).
- 1997 : Experto en silencios (nouvelle, ed. Bitzoc, Palma de Mallorca, Espagne).
- 1998 : Los hijos de León Armendiaguirre (roman ed. Planeta, Barcelone).
- 2008 : Libertad (roman ed. Uqbar, Santiago du Chili).
- 2008 : Mío (nouvelle ed. Carisma, Badajoz, Espagne).
- 2010 : Libertad (e-book).
- 2011 : Mío (Bubok, Madrid, Espagne).  (ISBN 9788461504305)
- 2013 : Novela 35 lebensráumica (20:13, Valdivia, Chili).
- 2014 : Novela 31
- 2014 : Lavrenti y el soldado herido (20:13, Valdivia, Chili).  (ISBN 9789563539929)

## Prix littéraires
- 1995 : Prix du roman Prensa Canaria pour La pasión de Octubre.
- 1997 : Prix de la nouvelle Juan March Cencillo pour Experto en silencios[2].
- 2008 : Prix de la nouvelle Encina de Plata pour Mío[1]